# Abdul Latif Romly
Abdul Latif Romly (Kangar, 31 marzo 1997) è un atleta paralimpico malaysiano specializzato nel salto in lungo e classificato T20 per la sua disabilità intellettiva diagnosticata in età pre-scolare.

## Biografia
Ha iniziato a praticare l'atletica leggera nel 2008 e nel 2014 ha fatto il suo debutto in una competizione internazionale di alto livello: ai Giochi para-asiatici di Incheon, infatti, ha conquistato la medaglia d'oro nel salto in lungo T20. L'anno successivo ha ottenuto il suo primo titolo di campione del mondo ai mondiali paralimpici di Doha 2015.
Nel 2016 ha preso parte ai Giochi paralimpici di Rio de Janeiro, dove ha conquistato la medaglia d'oro nel salto in lungo T20 e il nuovo record mondiale paralimpico con la misura di 7,60 m. Nel 2017 si è riconfermato campione mondiale ai campionati di Londra, mentre nel 2018 è tornato a vincere la medaglia d'oro ai Giochi para-asiatici di Giacarta e a migliorare il record mondiale del salto in lungo T20 portandolo a 7,64 m.
Nel 2019 ha partecipato ai campionati del mondo paralimpici di Dubai, dove ha conquistato la medaglia d'argento nel salto in lungo T20. Sempre in questa disciplina nel 2021 si è riconfermato campione paralimpico ai Giochi di Tokyo.

## Record nazionali
- Salto in lungo T20: 7,64 m  ( Giacarta, 2018)

## Palmarès
| Anno | Manifestazione       | Sede           | Evento             | Risultato | Prestazione | Note                  |
| ---- | -------------------- | -------------- | ------------------ | --------- | ----------- | --------------------- |
| 2014 | Giochi para-asiatici | Incheon        | Salto in lungo T20 | Oro       | 7,01 m      |                       |
| 2015 | Mondiali paralimpici | Doha           | Salto in lungo T20 | Oro       | 7,35 m      |                       |
| 2016 | Giochi paralimpici   | Rio de Janeiro | Salto in lungo T20 | Oro       | 7,60 m      | Record mondiale       |
| 2017 | Mondiali paralimpici | Londra         | Salto in lungo T20 | Oro       | 7,37 m      |                       |
| 2018 | Giochi para-asiatici | Giacarta       | Salto in lungo T20 | Oro       | 7,64 m      | Record mondiale       |
| 2019 | Mondiali paralimpici | Dubai          | Salto in lungo T20 | Argento   | 7,24 m      |                       |
| 2021 | Giochi paralimpici   | Tokyo          | Salto in lungo T20 | Oro       | 7,45 m      |                       |
| 2023 | Mondiali paralimpici | Parigi         | Salto in lungo T20 | Oro       | 7,40 m      | Record dei campionati |
| 2024 | Mondiali paralimpici | Kōbe           | Salto in lungo T20 | Oro       | 7,30 m      |                       |